# Félicité Beaudin
Félicité Beaudin (Marselha, 17 de outubro de 1797 - Marselha, 27 de fevereiro de 1879 foi uma pintora francesa.

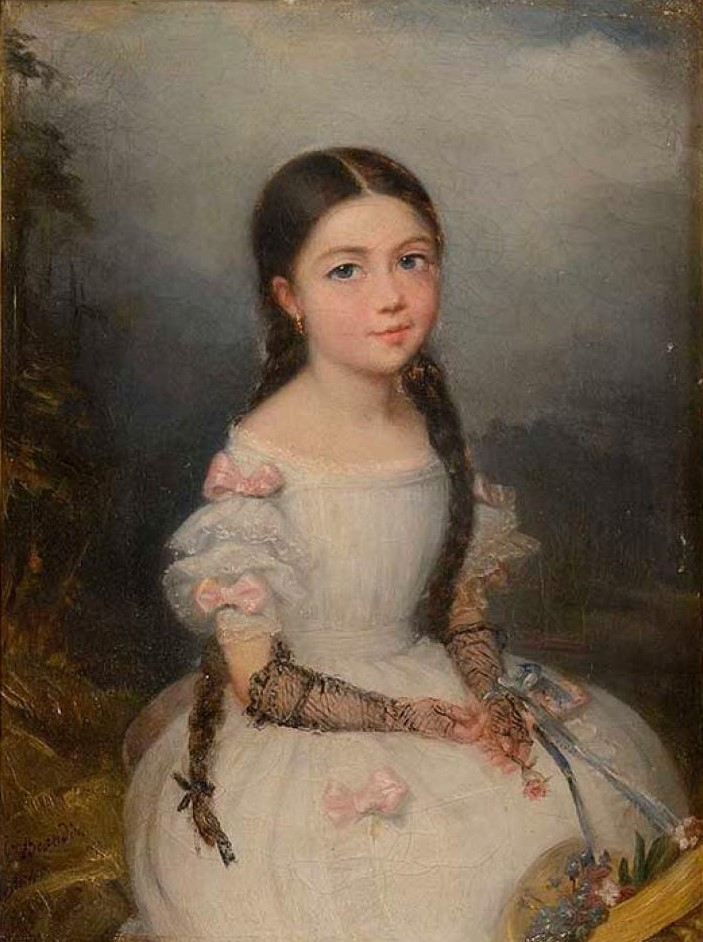
"My Clemence at the age of 7", Félicité Beaudin, 1840

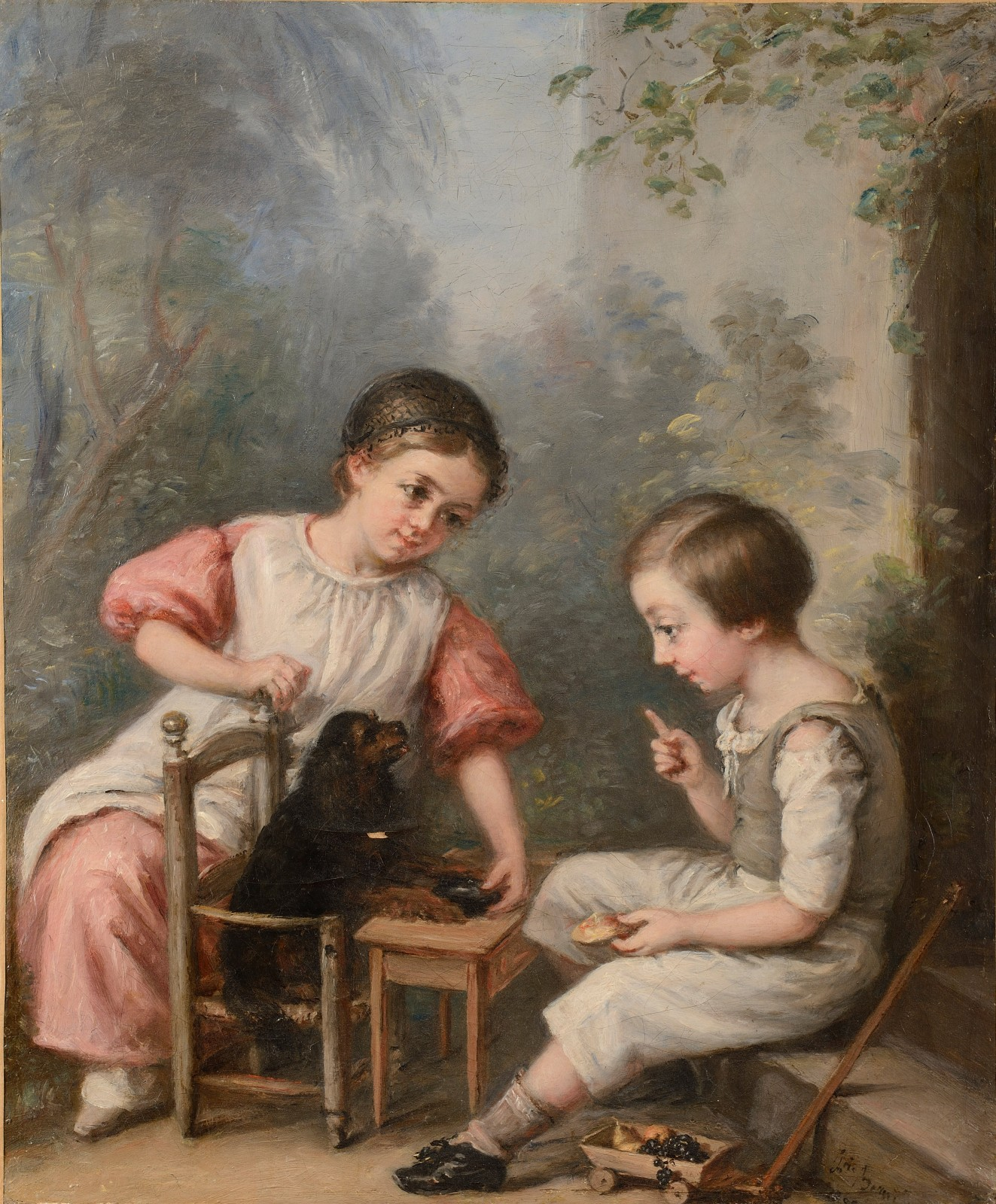
¨Two children playing with a dog¨, Félicité Beaudin

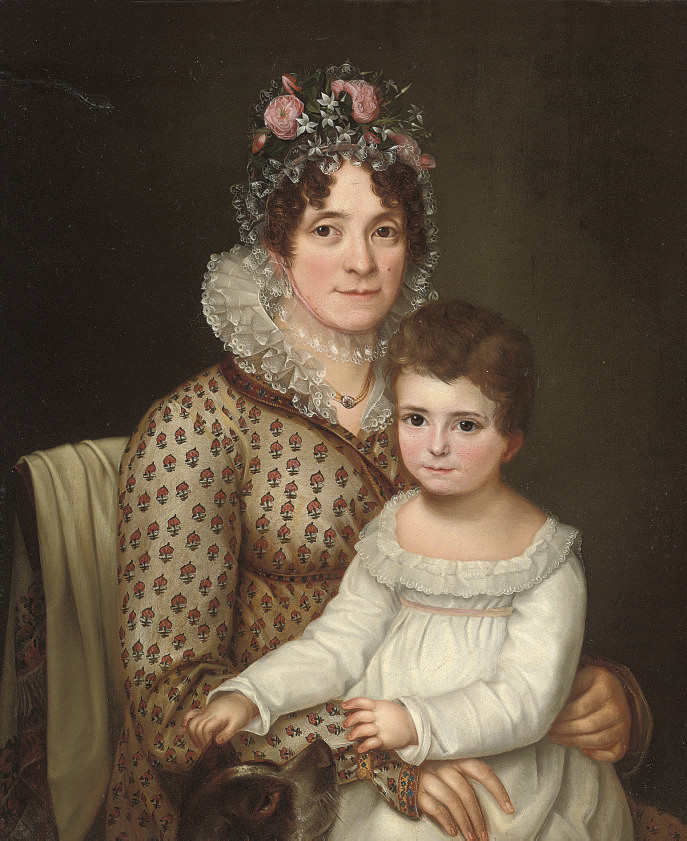
Félicité Beaudin, Motherly Love, 1819

Félicité Beaudin, nascida Félicité Bourges, destacou-se em retratos e pinturas de gênero, com exposições registradas no famoso "Annuaire des artistes français" de François Fortuné Guyot em 1834. Beaudin se estabeleceu em Paris, onde trabalhou como retratista, especialmente de temas relacionados a crianças e cenas domésticas. Entre suas obras mais notáveis estão retratos de crianças e cenas familiares, muitas vezes com uma sensibilidade afetuosa, como na pintura intitulada ¨Amor Maternal¨.
Ela faleceu em 1879 em Marselha, tendo deixado uma contribuição significativa para a arte francesa do século XIX, embora seu nome tenha caído na obscuridade ao longo do tempo.